# Dante och Vergilius i underjorden
Dante och Vergilius i underjorden eller Dantes båt (franska: Dante et Virgile aux enfers, La Barque de Dante) är en oljemålning av den franske konstnären Eugène Delacroix. 
Den målades 1822 och ställdes ut på salongen i Paris samma år där den inköptes av franska staten. Den ingår idag i Louvrens samlingar i Paris. Delacroix målade flera år senare en mindre replika (30 x 42 cm) som idag tillhör Art Institute of Chicago. Målningen har flera gånger blivit kopierad av andra konstnärer, bland annat av Édouard Manet, Anselm Feuerbach och Adolf von Becker.
Målningens motiv är baserat på en episod ur Dantes 1300-tals epos Den gudomliga komedin. Den antika romerske diktaren Vergilius är författarens ciceron genom Helvetet och Skärselden (i verkets avslutande del tar Dantes älskade Beatrice över Vergilius roll som vägvisare genom Paradiset). I den åttonde sången tar rorsmannen Phlegyas, i målningen frånvänd och iklädd ett blått tyg, Dante och Vergilius över floden Styx vars oroliga vatten är fyllt av plågade själar. De dödas stad, Dis, syns brinna i bakgrunden.
Dante och Vergilius i underjorden var Delacroix första större oljemålning. Redan här kan man skönja att Delacroix var på väg bort från de då rådande nyklassicistiska idealen. Inspiration hämtade han från äldre flamländska konstnärer såsom Peter Paul Rubens samt den äldre kollegan Théodore Géricault som jämte Delacroix var den franska högromantikens främste företrädare. Géricault är mest känd för sin monumentala målning Medusas flotte från 1818–1819 till vilken det finns tydliga referenser i Delacroix tre år senare målning Dante och Vergilius i underjorden.

## Relaterade målningar

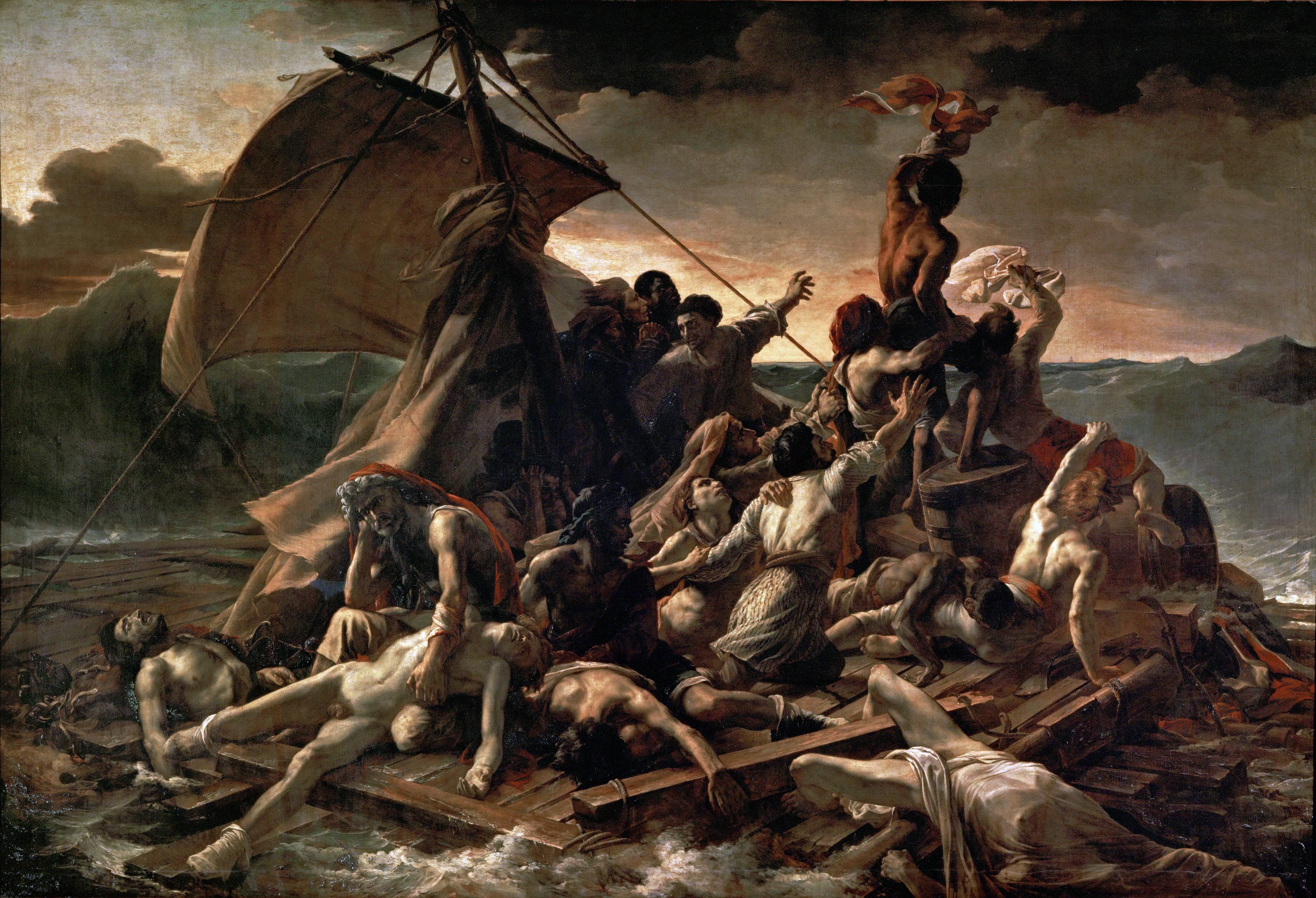
Géricaults Medusas flotte 1818–1819 på Louvren.
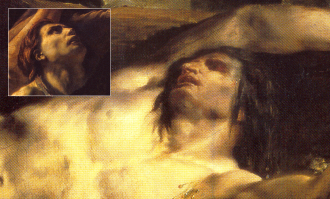
Det finns stora likheter mellan Medusas flotte (infälld bild) och Dante och Vergilius i underjorden.
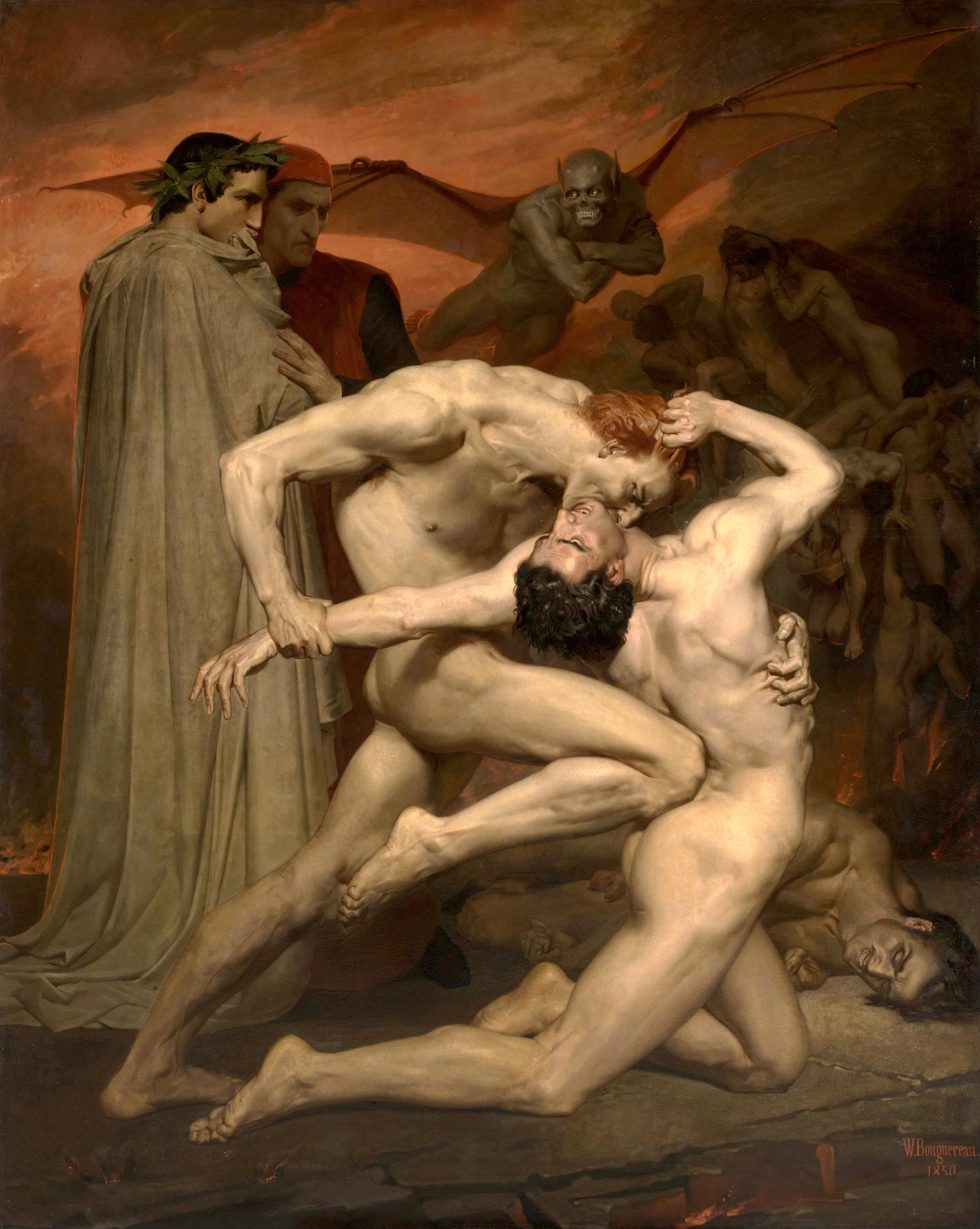
Den franske akademiska konstnären William Bouguereaus version av Dante och Vergilius (1850, Musée d'Orsay).
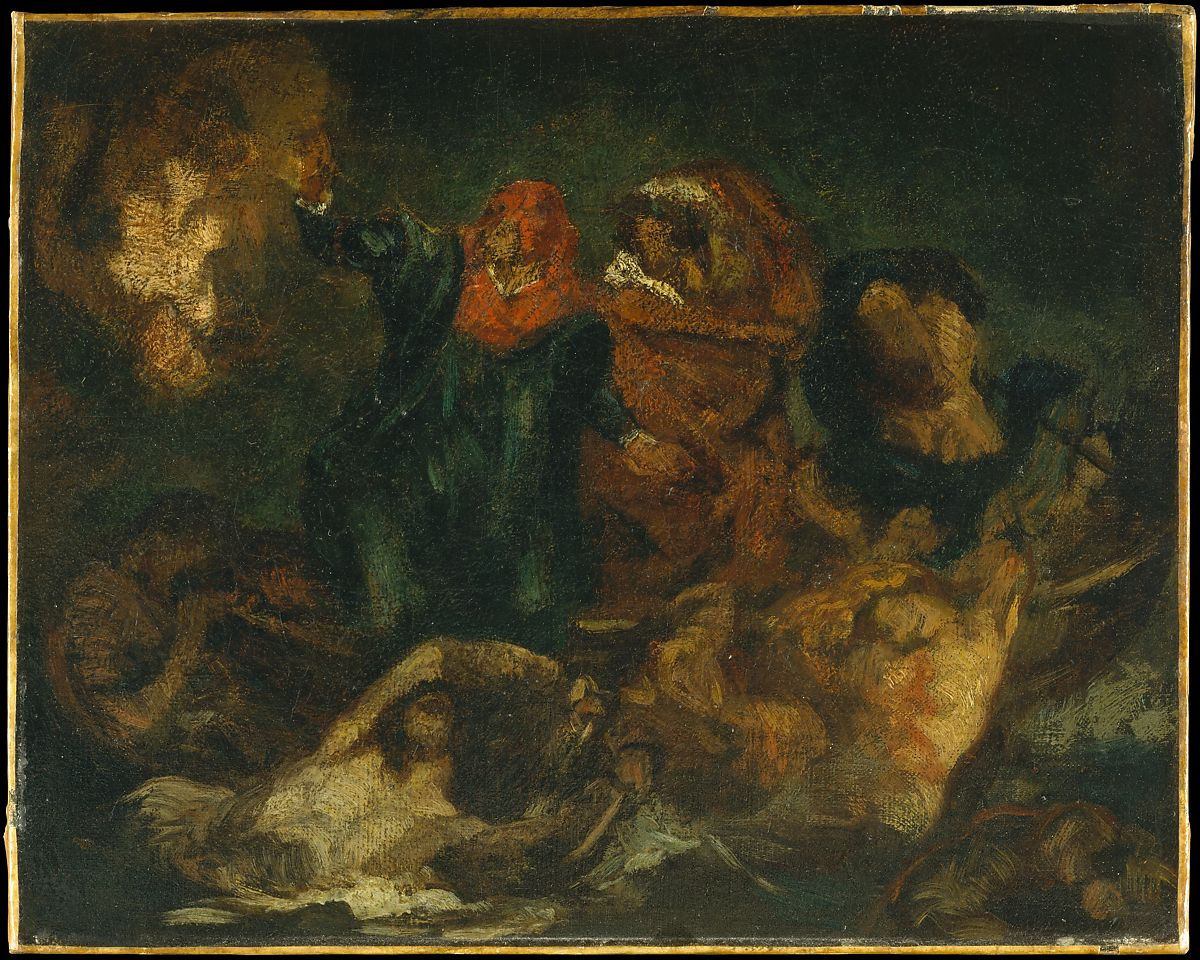
Barque of Dante av Édouard Manet från cirka 1859 på Metropolitan Museum of Art (33 x 41 cm).
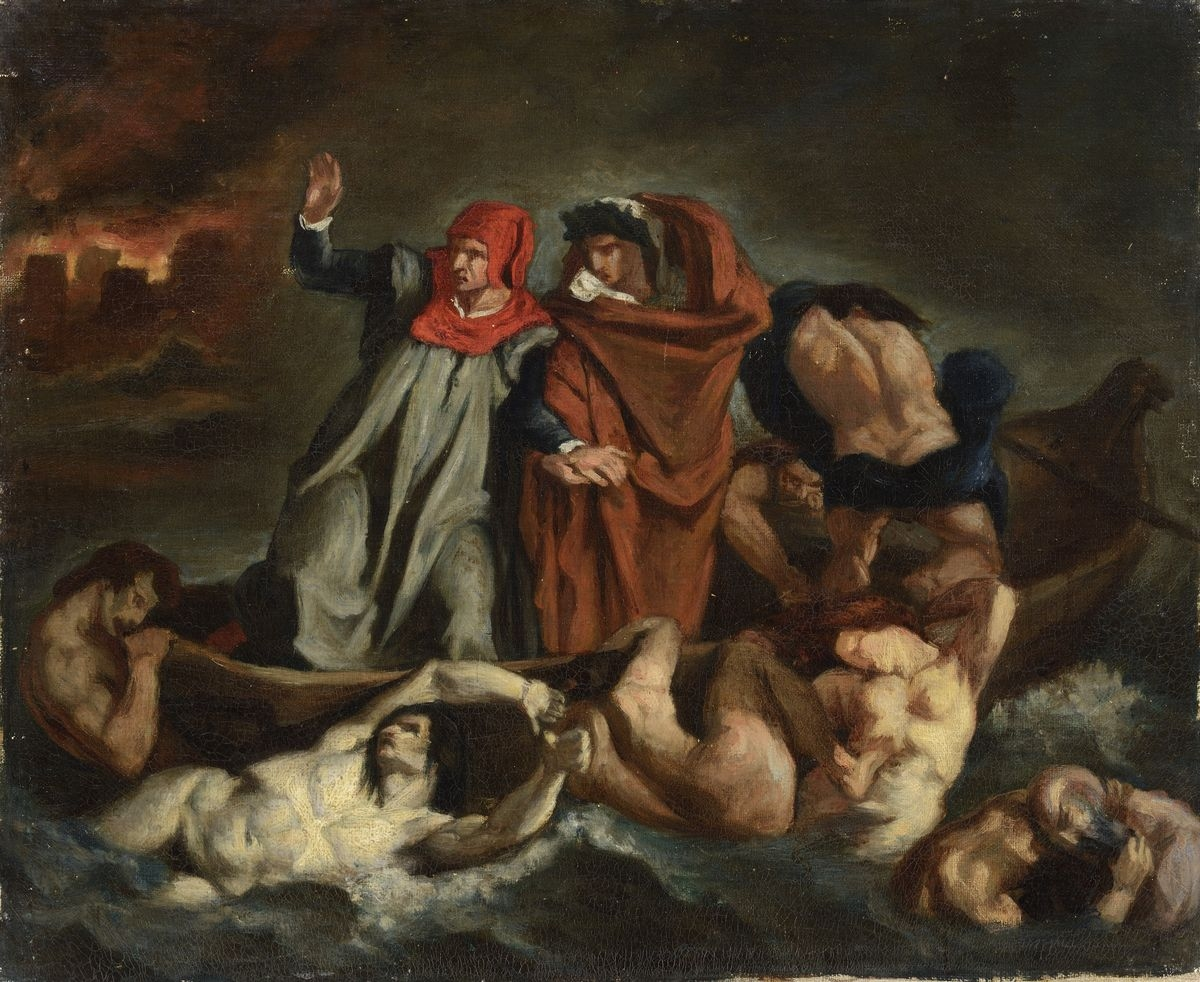
Målning av Édouard Manet från cirka 1855 på Musée des Beaux-Arts de Lyon (36 x 48 cm).